# Oswald Egger
Oswald Egger (n. 7 martie 1963, Cermes, Tirolul de Sud, Italia) este un scriitor de limbă germană.

## Biografie
În 1992 Oswald Egger își termină studiile de literatură și filosofie la Viena. În anii 1986–1995 a fost organizatorul festivalului Zilele culturii la Lana în Tirolul de Sud. În perioada 1989 -1998 a scos revista Der Prokurist în editura edition per procura. Egger a scris mai ales poezii, care au fost publicate în numeroase antologii, de exemplu în Der Große Conrady, sau în reviste literare. Poezii de Egger au fost traduse în franceză, engleză și alte limbi.
Oswald Egger trăiește la Viena și pe fosta bază de rachete NATO Hombroich lîngă Neuss, Germania, unde îl urmează pe poetul Thomas Kling.

## Lucrări (selecție)
- Die Erde der Rede, poezie, Editura Kleinheinrich, 1993
- Gleich und Gleich, Edition Howeg, 1995
- Blaubarts Treue, Edition Howeg, 1997
- Juli, September, August, Edition Solitude, 1997
- Herde der Rede, poem, Editura Suhrkamp, 1999
- Nichts, das ist, poezii, Editura Suhrkamp, 2001
- -broich, homotopia unei poezii, Edition Korrespondenzen, 2003
- Prosa, Proserpina, Prosa, Editura Suhrkamp, 2005
- Tag und Nacht sind zwei Jahre, poezii de calendar, Editura Ulrich Keicher, 2006
- nihilium album, cântece și poezii, Editura Suhrkamp, 2007
- Lustrationen, despre activitatea poetică, Editura Suhrkamp, 2008
- Diskrete Stetigkeit, poezie și matematică, Editura Suhrkamp, 2008
- Die ganze Zeit, Editura Suhrkamp, 2010

## Librete / proiecte literar-muzicale
- Der Venusmond, muzica: Burkhard Stangl, premiere 1998 New York / Krems
- A sea of ptyx, muzica: Michael Pisaro (n. 1961), premiere 2001 Los Angeles
- Hanging Garden, muzica: Michael Pisaro, premiere 2002
- Tag und Nacht sind zwei Jahre, muzica: Michael Pisaro, premiere 2003 München
- wort für wort (geraum), muzica: Antoine Beuger, premiere 2003 Donaueschinger Musiktage
- tuning, stumm, literatură ca artă radio în ORF-Kunstradio, premier 18 iulie 2004

## Premii (selecție)
- 2000 premiul Clemens Brentano
- 2001 premiul de promovare Christine Lavant
- 2002 premiul de lirică Meran
- 2006 premiul Christian Wagner
- 2007 premiul Peter Huchel
- 2008 premiul H. C. Artmann[2]
- 2010 Premiul Oskar Pastior[3]
- 2010 premiul Karl Sczuka[4]